# Da Vinci Code (igra)
Da Vinci Code je igra za PlayStation 2, Xbox i PC utemeljena na istoimenom romanu Dana Browna. Igra nema sličnosti s filmom/knjigom, pa likovi ne odgovaraju njihovim prethodnicima na filmu/knjizi. 

## Pregled
Da Vinci Code je akcijska/avantura igra u trećem licu. Priča je kao i u knjizi, a ne u filmu, no posjećujete i neke lokacije koje nisu bile niti u filmu, niti u knjizi. 
Cilj igre (kao i u knjizi i filmu) je pronalazak Svetog Grala. Da postigne cilje, igrač uspješno mora riješiti zagonetke, anagrame i ostale trikove i uz to poraziti AI. Postoje mnoge fizičke i intelektualne zagonetke koje morate riješiti prije postizanja cilja.

## Likovi
- Robert LangdonProfesor s Harvarda koji predaje simbologiju. No kad je otkrio tijeli Jacquesa Saunierea ostavlja posao i ulazi u svijet opasnosti i tajni. On je jedan od likova s kojim možete igrati.

- Sophie NeveuSophie Neveu radi u francuskoj policiji na odjelu kriptografije. Navodno je unuka Jaquesa Saunierea (što se pokazuje kao neistina) pa trči k Robertu Langdonu da joj pomogne otkriti uzrok brutalnog ubojstva njenog "djeda".

- SilasUbojica od vrlo rane dobi, Silas je uhićen od policije i strpan u zatvor. Kad je oslobođen primljen je u Opus Dei od Manuela Aringarose. Od tada je njegov cilj da uništi ono što je Sionski priorij čuvao stoljećima. Od njega morate bježati u igri.

## Trivia
- U igri organizacija se naziva Manus Dei, a ne Opus Dei iz razloga što nisu htjeli sukobe s orianizacijom.
- Poruka na Mona Lisi nije So Dark The Con Of Man kao i i uknjizi i filmu.
- Za razliku od filma koji nakon tajne Mona Lise upućuje likove na Madonnu na stijenu nego na sliku Svetog Ivana Krstitelja koji se nalazi između Bacchiusa i anđela Uriela.
- U slici nisu našli knjuč nego prsten.

## Vanjske poveznice
- Official Website  Arhivirana inačica izvorne stranice od 14. lipnja 2006. (Wayback Machine)
- The Da Vinci Code on GameFAQs
- The Official Da Vinci Code (video game) trailer[neaktivna poveznica] on Yahoo! Movies